# Sonata Sancti Polycarpi
La Sonata Sancti Polycarpi pour cuivres et basse continue est une sonata da chiesa composée par Heinrich Biber et dédiée à l'évêque Polykarp von Künburg. Cette sonate d'église porte la référence C 113 dans le catalogue de ses œuvres établi par le musicologue américain Eric Thomas Chafe.

## Contexte
Les musicologues s'accordent sur la composition de la Sonata Sancti Polycarpi dès 1673, à la cour de Kroměříž. En revanche, trois occasions sont également probables pour la création de l'œuvre, pour marquer l'ascension de son dédicataire, le comte Polykarp von Künburg, dans la hiérarchie ecclésiastique : nomination à l'évêché de Salzbourg en 1673, consécration comme prince-évêque de Gurk en 1674, ou son installation à la cathédrale de Gurk dans cette même année.

## Présentation

### Structure
La Sonata Sancti Polycarpi est composée d'un seul mouvement, comprenant quatre sections enchaînées :
1. — sans indication de mouvement
2. — Allegro
3. — Allegro
4. — Presto

### Instrumentation
L'œuvre, parfois mentionnée comme Sonata Sancti Polycarpi à 9, est composée pour cuivres répartis en deux groupes de quatre trompettes naturelles, accompagnées par deux pupitres de timbales. La basse continue, ou continuo, est confiée à une basse de viole, au trombone basse et à l'orgue.
Le comte Polycarp était « chef des Hof- und Feldtrompeter (« trompettistes de la cour et des champs ») » à la cour de Salzbourg, ce qui expliquerait l'instrumentation inhabituelle de cette Sonata.

### Ouvrages spécialisés
- (en) Eric Thomas Chafe, The Church Music of Heinrich Biber, Ann Arbor, UMI Research Press, coll. « Studies in musicology » (no 95), 1987, 305 p. (ISBN 0-8357-1770-4, OCLC 15053153)